# Jaime Campmany
Jaime Campmany y Díez de Revenga (Murcia, 10 de mayo de 1925 - Madrid, 13 de junio de 2005) fue un periodista, novelista y poeta satírico español.

## Biografía
Estudió Derecho y Filosofía y Letras en Murcia. En Madrid estudió la carrera de Periodismo. Fue colaborador en Línea y La Verdad, de Murcia, redactor de La Hoja del Lunes, Juventud, Haz, Ateneo y La Hora, y redactor de RNE (1955-1977). En 1953 ingresa en Arriba, diario de la FET y de las JONS, siendo redactor entre 1957 y 1961, donde tuvo la sección denominada La pajarita de papel. Más tarde sería director del mismo (1970-1971). Corresponsal en Roma de la agencia Pyresa (1964) y más tarde director de la misma (1966-1970). En 1974 fue designado Presidente del Sindicato Nacional del Espectáculo. Durante esa época, en febrero de 1975, los actores iniciaron la negociación de un nuevo convenio que desencadenó una huelga de los artistas; algunos fueron encarcelados. Otros artistas fueron reprimidos durante su mandato, como Joan Manuel Serrat, que fue expulsado de la Agrupación Sindical de Circo, Variedades y Folklore del Sindicato Provincial del Espectáculo, de Barcelona, puesto que las declaraciones del cantautor podrían perjudicar al resto de los artistas españoles que «sólo deben actuar en una línea apolítica. Conforme a esto es loable proponer sanciones según el régimen disciplinario, a los artistas que atenten a la idoneidad profesional».
Dirigió Carta de España (1974-1975) y fue columnista habitual en ABC desde 1977 hasta el mismo día de su fallecimiento por infarto en 2005. También tuvo columnas en Informaciones, La Vanguardia de Barcelona y Hoja del Lunes de Madrid. Firmaba a veces sus artículos con una pajarita de papel. Fue colaborador en las revistas Blanco y Negro, Gaceta Ilustrada y Sábado Gráfico, y dirigió la agencia Beta Press en 1980. Fundó en 1985, y dirigió hasta el año 2000, la revista Época. Ejerció como profesor de la Escuela Oficial de Periodismo y dictó cursos Internacionales en Santander. Fue consejero nacional de Prensa y miembro de su comisión permanente. Era un habitual columnista no sólo en el diario ABC sino también en tertulias radiofónicas (RNE, Onda Cero, últimamente la COPE). Tuvo la columna de Escenas políticas en ABC, y la denominada Episodios Nacionales en el semanario conservador Época, del que fue fundador y director. Se casó con Concepción Bermejo y tuvo tres hijos; Emilio Campmany, Beatriz Campmany y la poetisa Laura Campmany.
Sus columnas, en las que hacía gala de un estilo marcadamente satírico, eran tan admiradas por sus seguidores como denostadas por sus detractores que lo consideraban muy ofensivo como ocurrió, por ejemplo, cuando calificó a la huelga general del 20 de junio de 2002 como «de los gandules, que así prolongan su largo y subvencionado descanso». En ese sentido estuvo varias veces procesado por ilícitos relacionados con el honor, aunque más por su etapa al frente de Época que por su columna de ABC y en temas más cercanos al corazón que a la política por sus informaciones sobre Alberto Alcocer o Marta Chávarri. Fueron también conocidas sus discrepancias con el historiador Javier Tusell, el periodista Juan Luis Cebrián y el también columnista Eduardo Haro Tecglen.
Obtuvo más de ciento diez premios, entre los que destacan el Jacinto Polo de Medina de poesía por su libro Alerce, 1943, el Mariano de Cavia (1965) por su artículo «César o nada», necrológica sobre otro gran periodista, César González Ruano, el Premio Extraordinario de la Fiesta de las Letras de Barcelona, el Nacional de Crítica de Teatro, el de Cuentos de la revista Juventud, el Premio nacional extraordinario de periodismo (1966), el premio Jaime Balmes (1969), el premio Víctor de la Serna (1978), el premio Luca de Tena (1978) y el Premio González-Ruano (1984).
Fue académico electo de la Real Academia Alfonso X el Sabio y académico de honor de la de Bellas Artes Santa María de la Arrixaca. 
Estaba en posesión de la Gran Cruz de la Orden de Alfonso X el Sabio y de la Encomienda con Placa de la Orden de Cisneros. Además, era un gran jugador de mus.

## Estilo Literario
El profesor Diego Vadillo López señala en un artículo (en Revista Metáfora, 11, 2023) la vocación filológica de Campmany, de quien apunta que en no pocas ocasiones teorizaba acerca del origen de determinados vocablos además de mostrar un notorio interés lexicológico, toda vez que gustaba de recuperar palabras en desuso así como de crear audaces neologismos. Y es que aprovecharía Campmany, según apunta Vadillo, su tribuna diaria en prensa para entreverar digresiones de índole lingüística al calor de la actualidad, sobre todo, política.
Asimismo, los doctores Carmen Castelo Blasco y Antonio Fernández Jiménez hacían hincapié (en otro artículo) en su “murcianía”: “El hecho de que Campmany viviera en Madrid hasta su muerte no produjo en él ningún desvanecimiento de su acervo murciano, ni sufrió, afortunadamente, la pérdida de las palabras oriundas, que tanto le interesarían a lo largo de su carrera” (MVRGENTANA, 140, 2019).
El profesor Antonio Fernández Jiménez destaca el hecho de que al hacer periodismo “use las técnicas de la narrativa y de la literatura de ficción”, con las que, a su decir, logrará imprimir una mayor impronta poética a sus textos sin restarles el fondo y calado periodísticos. Muy al contrario los habría dotado, de este modo, de perdurabilidad (Disertaciones, 14(1), 2021)

## Obras
ENSAYISMO
-Cartas batuecas (1992) [compilación de artículos]
-Crónicas del Guerra (1992) [compilación de artículos]
-Doy mi palabra (1997) [compilación de sus cien mejores artículos].
-El jardín de las víboras (1996) [recopilación de anécdotas y epigramas satíricos del mundillo literario].
-El Callejón del Gato. Retratos al vitriolo (1998) [Semblanzas de veinticinco importantes personajes de la vida social literaria y política española].
-Zapatiesta Zapatero (2005) [libro compilatorio de artículos de su autoría en el diario ABC en el que aporta su visión acerca de los más relevantes acontecimientos relativos al comienzo del I Gobierno de José Luis Rodríguez Zapatero]
POESÍA
LÍRICA
-Alerce (que recibió el Premio Polo de Medina en 1943)
-Lo fugitivo permanece (1947) 
SATÍRICA
-El libro de los romances (1994) 
-Segundo libro de romances (1995) 
-El rey en bolas y otros romances (1997) 
-Romancero de la historia de España (2004) [visión de distintos episodios de la historia nacional en forma de romances que alcanza hasta el siglo XV. Un proyecto que Campmany no pudo llegar a completar con otros los otros dos volúmenes que tenía programados].
NOVELÍSTICA
-Jinojito el lila (1977) 
-El pecado de los dioses (1998) 
-La mitad de una mariposa (1999) 
-El abrazo del agua (2000) [pone fin a la trilogía que incluye a los dos anteriores títulos, magistralmente ambientada en Italia, país que conocía bien por haber sido corresponsal en su juventud de la agencia Pyresa así como por, con posterioridad, pasar habitualmente sus vacaciones].
TEATRO
-También se acercó al teatro y estrenó en el Teatro Español una adaptación de Marta la piadosa de Tirso de Molina y colaboró con su hija Laura Campmany (que también es poetisa y ganadora de diversos premios) en una traducción de Cyrano de Bergerac de Edmond Rostand para la colección Austral.
-Asimismo, fue autor de varios guiones cinematográficos y de más de quince mil artículos de prensa. 